# Hans Dahmen
Hans Dahmen (* 2. November 1929 in Schiedam, Niederlande; † 17. Juli 1989 in Innsbruck, Österreich) war ein deutscher Politiker (CDU).
Dahmen legte sein Abitur in Bonn ab und studierte an der Universität Bonn. Er begann 1958 seine Tätigkeit als Lehrer. 1971 stieg er zum Studiendirektor auf, ein Jahr später wurde er zum stellvertretenden Schulleiter des Martinus-Gymnasium in Linz am Rhein ernannt.
Dahmens politische Laufbahn begann 1955, als er zum Vorsitzenden der Jungen Union im Landkreis Neuwied gewählt wurde. 1970 übernahm er den Vorsitz des CDU-Kreisverbandes Neuwied. In seinem Wohnort Rheinbreitbach war er eine Zeit lang Mitglied des Ortsgemeinderats und Fraktionsvorsitzender der CDU, darüber hinaus gehörte er auch dem Rat der Verbandsgemeinde Unkel und 1956 bis 1958 sowie 1969 dem Kreistag an.
1976 wurde Dahmen erstmals in den Landtag von Rheinland-Pfalz gewählt. Zum 31. Mai 1986 wurde er zum Staatssekretär im Kultusministerium ernannt und schied aus dem Parlament aus. 1987 zog er erneut in den Landtag ein und war dort bis zu seinem Tode stellvertretender Vorsitzender der CDU-Landtagsfraktion. 1989 war er Mitglied der 9. Bundesversammlung.
Daneben war er 1988 Präsident des Landesmusikrats Rheinland-Pfalz, Mitglied im Aufsichtsrat der Verkehrsbetriebe Rhein-Wied, im Verwaltungsrat der Kreissparkasse Neuwied, im Hochschulkuratorium der Universität Mainz und des Philologenverbands im dbb. Sein Nachlass befindet sich im Landeshauptarchiv Koblenz.

## Auszeichnungen
- 1987: Bundesverdienstkreuz 1. Klasse